# Clementina (São Paulo)
Clementina é um município brasileiro do estado de São Paulo. O município é formado pela sede e pelo distrito de Lauro Penteado.

## História
Com a chegada dos primeiros colonos japoneses e espanhóis em 1928, João Francisco Vasques formou um pequeno patrimônio, ao qual lhe deu o nome de Patrimônio da Nova Era, que em 1932 passou a se chamar Patrimônio dos Vasques.
Em 30 de novembro de 1944, pelo decreto 14.334, passou a ser distrito, pertencendo ao município de Coroados, foi quando recebeu o nome de Clementina, em homenagem a filha mais velha do fundador.
Mais tarde, em 31 de dezembro de 1953, a lei nº 2.456 o elevou a município, constituído pelos distritos de Clementina, Santópolis do Aguapeí e Lauro Penteado, e pertencendo a comarca de Birigui. Atualmente o município de Clementina é constituído pelos distritos de Clementina e Lauro Penteado. No dia 24 de junho se comemora, junto com o padroeiro São João Batista, o aniversário da cidade, mas a data de sua fundação é 20 de Junho de 1928.

## Demografia
Dados do Censo - 2000
População Total: 8.617 (Censo 2019)
- Urbana: 4.958
- Rural: 446
- Homens: 2.797
- Mulheres: 2.607

Densidade demográfica (hab./km²): 41,85
Mortalidade infantil até 1 ano (por mil): 8,55
Expectativa de vida (anos): 75,42
Taxa de fecundidade (filhos por mulher): 2,36
Taxa de Alfabetização: 88,39%
Índice de Desenvolvimento Humano (IDH-M): 0,725
- IDH-M Renda: 0,670
- IDH-M Longevidade: 0,840
- IDH-M Educação: 0,866

(Fonte: IPEADATA)

## Geografia
Possui clima tropical. Localiza-se a uma latitude 21º33'35" sul e a uma longitude 50º26'57" oeste, estando a uma altitude de 465 metros. Possui uma área de 168,7 km².

### Hidrografia
- Rio Aguapeí

### Rodovias
- SP-425
- SP-463

## Infraestrutura

### Comunicações
O sistema de telefones automáticos foi inaugurado na cidade pela Companhia de Telecomunicações do Estado de São Paulo (COTESP) em 1974. Já o sistema de discagem direta à distância (DDD) foi implantado em 1985 pela Telecomunicações de São Paulo (TELESP), com o código de área (0186).
Na década de 90 o código DDD da cidade foi alterado para (018), para padronização do sistema telefônico com a telefonia celular que estava sendo implantada em todo o estado.

## Religião
O Cristianismo se faz presente na cidade da seguinte forma:

### Igreja Católica
- A igreja faz parte da Diocese de Lins.[12]

### Igrejas Evangélicas
Entre as igrejas protestantes históricas, pentecostais e neopentecostais, encontram-se na cidade:
- Assembleia de Deus Ministério do Belém.[14][15]
- Congregação Cristã no Brasil.[16]